# トリグヴェ・グラン

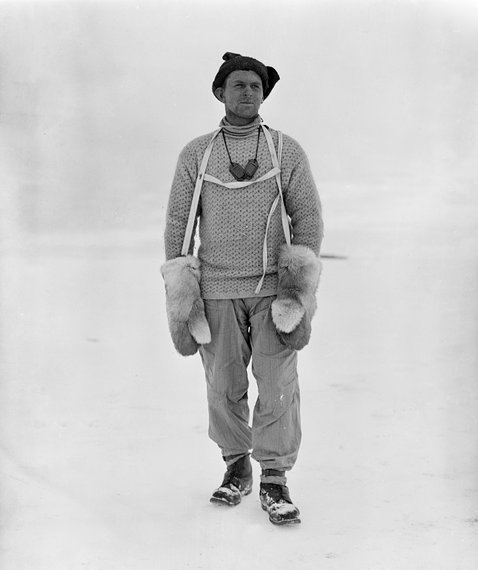
トリグヴェ・グラン

トリグヴェ・グラン（Jens Tryggve Herman Gran、1889年1月20日 - 1980年1月8日）はノルウェーのパイロット、探検家、作家である。

## 経歴
ベルゲンの豊かな造船業を営む一族の家に生まれた。造船所のオーナーであった父親は5歳の時に亡くなったが、1900年に1年ほどスイスで、ドイツ語とフランス語を学んだ。1907年海軍大学に入り、1910年の春卒業した。フリチョフ・ナンセンの推薦でノルウェーで南極探検の準備をしていたロバート・スコットに協力し、スキーの名手であったグランは、スキーの教官としてテラ・ノヴァ号の探検に参加した。
1911年1月に南極に到着し、南極点をめざすメンバーを援助する補給基地の13人のメンバーの1人となり、ロバート・スコットらが南極点に出発した後、グリフィス・テイラーに率いられて南極西部の山地の探検を行った。1912年11月にはスコットのパーティーを捜索する11人のメンバーとなり、スコット隊の遺体を含むテントを発見し、遺品を回収した。南極を去る前に1912年12月レイモンド・プリストリーとフレドリック・フーパーとエレバス山に登頂し、噴火に遭遇した。帰国後、ジョージ5世から勲章を受勲した。
南極から帰った後、アイルランド人のパイロット、ロバート・ローラインと出会い、航空に興味を持った。パリのルイ・ブレリオの航空学校で学び、1914年7月30日、ブレリオ XI-2単葉機、"Ca Flotte"号で、北海を越えて、スコットランドのCruden BayからノルウェーのJærenまでの465 kmを4時間10分かけて飛行し、北海を越えた最初のパイロットとなった。
北海横断の5日後、第一次世界大戦が始まると、ノルウェー陸軍航空隊の最初の士官となったが、イギリス陸軍航空隊に志願した。ノルウェー国籍のため、志願は拒否されたが、カナダ人と称して陸軍航空隊に加わった。各地の部隊に参加し戦った。戦後、ヘルマン・ゲーリングと知り合った後、自らの飛行記録とゲーリングの飛行記録を比較して、1917年9月8日か9日に空中戦の後、ゲーリングの乗機を撃墜したと主張した。グランはイギリス空軍から戦時功労賞を受勲した。
第一次世界大戦後は、航空と極地探検の講演を行い、著作を行った。1919年にはロンドンからストックホルムまでを最初に飛行し、1928年には飛行船イタリア号で遭難したウンベルト・ノビレの捜索中に行方不明となったロアール・アムンセンの捜索を指揮した。
第二次世界大戦中はグランはヴィドクン・クヴィスリングの愛国政党である国家統一(Nasjonal Samling)のメンバーと伝えられた。”国家統一”はグランを国家的英雄として宣伝し、グランの北海横断飛行の30周年に記念切手を発行した。グランは前大戦でイギリス空軍に参加したことからナチスの占領下で報復を恐れて国家統一に参加したか、ゲーリングとの友情やノルウェー空軍がグランに仕事を与えなかったことから国家統一に参加したと推測されている。戦後の1948年に、グランは裁判にかけられ、18ヶ月の懲役刑を宣告された。
1980年にグリムスタで90歳で没した。